# EPF - École d'ingénieurs
La EPF - École d'ingénieurs (antigua École polytechnique féminine) es una escuela de ingeniería francesa creada en 1925.
La escuela forma a ingenieros con un perfil multidisciplinar, que trabajan en todos los sectores de la industria y los servicios. Cada clase está formada por aproximadamente 350 alumnos de formación generalista, ciclos de grado dual y estudiantes de aprendizaje.
Situado en Cachan, así como en Troyes desde 2010 y en Montpellier desde 2012, la EPF es una institución privada de educación superior de interés general reconocida por el Estado. La escuela es miembro de la Union de las grandes écoles indépendantes (UGEI).
El EPF se creó en 1994 a partir de la antigua École polytechnique féminine (que nunca estuvo vinculada a la École polytechnique) fundada en 1925 por Marie-Louise Paris.

## Graduados famosos
- Astrid Guyart, una deportista francesa que compite en esgrima